# Cucumaria savelijevae
Cucumaria savelijevae is een zeekomkommer uit de familie Cucumariidae.
De wetenschappelijke naam van de soort werd in 1980 gepubliceerd door Z.I. Baranova.